# Алиев, Александр Александрович
Алекса́ндр Алекса́ндрович Али́ев (укр. Олександр Олександрович Алієв; род. 3 февраля 1985[…], Хабаровск) — украинский футболист, полузащитник. Мастер спорта Украины международного класса. Играл как на позиции «под нападающим», так и на фланге. Имеет также российский паспорт. Выступал за сборную Украины.

## Клубная карьера

### Молодёжные клубы
В 1999 году Павел Яковенко взялся за проект «Футбольная академия „Динамо“ — 1985», согласно которому полагалось собрать в молодёжной академии клуба «Динамо» (Киев) самых талантливых игроков с пространства бывшего СССР 1985 года рождения. Из московского «Спартака» в киевское «Динамо» в тот год перешли 8 игроков 1985 года рождения, включая Александра Алиева. Одной из причин ухода такого количества игроков стали условия проживания в школе «Спартака»:
Те условия, в которых мы жили в Москве, не соответствовали уровню «Спартака». Я даже не мог подумать, что в великом клубе будет такое ужасное отношение к своей школе. Иногородних ребят в школе «Спартака» было около 20 человек. Когда кому-то приходила посылка из дома — был целый праздник. Всё выставлялось на общий стол в столовой и тут же уничтожалось. У нас в команде никто не крысятничал и под подушкой втихаря не ел. Всё было общим. Понимали, что поодиночке просто ноги протянем. <…> Завтраком и обедом нас кормили в школе, и если ты туда не пошёл — заболел, например, и остался в общежитии или просто проспал, — то поесть ты мог только в семь часов вечера, во время ужина. Тем, кто подписывал контракт, платили 500 рублей. Что такое 500 рублей в месяц? Эти деньги мне могли и родители дать!

### «Динамо» (Киев)
В резервном составе киевского «Динамо» Алиев начал выступать с 2002 года. В том же году дебютировал в чемпионате Украины, став самым молодым игроком «Динамо», сыгравшем в этом турнире.
В сезоне 2005/06 был отдан в аренду в запорожский «Металлург», выступая под руководством Вячеслава Грозного.
Весной 2008 года сыграл несколько удачных игр за основную команду киевских динамовцев на позиции атакующего полузащитника. Доверие игроку оказал новый главный тренер Юрий Сёмин, пришедший в команду в начале 2008 года. До этого Алиев редко играл за «Динамо» в высшей лиге, хотя за дублёров и вторую команду сыграл более полутора сотен матчей и забил более ста голов.
В мае 2008 года состоялся матч за Кубок Украины между командами «Шахтёр» (Донецк) и «Динамо» (Киев). Алиев вышел в стартовом составе, но был заменён. Этот матч за основной состав стал последним для Алиева в том сезоне. Сёмин отправил Алиева из расположения основной команды. На пресс-конференции главный тренер сказал, что Алиев нарушил режим. Алиев в интервью подтвердил нарушение режима. Сёмин, отвечая на вопрос журналиста, сказал, что шанс даётся всем, но Алиев должен сам выбрать свой путь: высшая лига или вторая.
Согласно отчёту прессы, президент клуба «Динамо» (Киев) Суркис рассказал на пресс-конференции: «Я же не говорю, что они где-то там пьяные валялись. Если б такое было, их бы в команде давно не было. Речь о том, что в 20 минут третьего ночи, люди, которые должны „режимить“, не находились дома. Сколько им уже шансов предоставлялось? На сегодняшний день это уже Сёмин Алиеву предоставил шанс. Я не хотел с ним подписывать контракт и хотел отправить его в вольное плавание». Впоследствии Игорь Суркис в интервью газете «СЭ на Украине», опубликованном 18 июня 2008 года, сказал, что «Алиев, если и был наказан, то только материально».
Отвечая на вопрос газеты «СЭ на Украине» о том, когда исчерпается кредит доверия к Александру Алиеву, у которого проблемы с режимом, главный тренер киевского Динамо Юрий Сёмин ответил:
Молодёжи свойственно совершать ошибки. Он подвёл нас перед финалом Кубка. Но он очень строго наказан президентом. Это самый большой штраф, о котором я когда-либо слышал. Наверное, теперь у него мозги прочистятся. В футбол играют не так долго, и нужно всё отдать, чтобы заработать деньги для семьи, имя сделать. Я думаю, он поймёт это. Если бы у меня не было такой уверенности, я бы дал добро на его переход в другую команду — нет Алиева, ну и нет.
Перед началом сезона 2008/09 Алиева вернули в расположение основной команды во время летнего тренировочного сбора. В товарищеском матче между «Динамо» (Киев) и «Арсеналом» (Киев), прошедшем 16 июня 2008, он вышел на поле. В начале сезона обосновался в основном составе на позиции плеймейкера. Ему же были отданы «на откуп» все штрафные. Первую половину сезона Алиев провёл очень уверенно, был одним из лидеров команды, ушедшей на зимний перерыв, находясь на первом месте в чемпионате, в 15 матчах чемпионата забил 6 голов. В марте 2009 года клуб продлил контракт с Алиевым до конца 2011 года. В следующем сезоне Алиев редко попадал в основной состав, несмотря на то, что усердно тренировался. По его словам, новый главный тренер динамовцев, Валерий Газзаев, не доверял игроку, и при нём попасть в состав у него не было никаких шансов. После этого Алиев принял решение покинуть клуб.

### «Локомотив» (Москва)
9 января 2010 года Алиев должен был подписать контракт с московским «Локомотивом». Однако вечером 8 января футболист через официальный сайт «Динамо» (Киев) сообщил, что остаётся в составе этого клуба. Причиной этого Алиев посчитал отсутствие у «Локомотива» денег на трансфер игрока. Тем не менее, 29 января 2010 года совет директоров железнодорожников принял принципиальное решение купить 24-летнего хавбека, после чего президент «Локомотива» Николай Наумов немедленно связался по телефону со своим украинским коллегой Игорем Суркисом. Тот согласился продать Алиева и даже изъявил готовность предоставить «Локомотиву» рассрочку: половину из € 8 млн московский клуб выплатил сразу, половину — в 2011 году. 1 февраля Алиев подписал трёхлетний контракт с «Локомотивом». До переезда в Москву Алиев восемь последних лет принадлежал киевскому «Динамо». Алиев сказал:
Сам-то я очень хотел оказаться в «Локомотиве», переживал. Сейчас всё позади, контракт подписан. Я рад, что наконец стал игроком вашей команды. Уже завтра присоединюсь к своим новым партнёрам в Испании. Очень многое решило желание Сёмина видеть меня в своей команде. Хотя я и сам был не против. Всё-таки Сёмин — это мой тренер. Для любого футболиста, думаю, это важно. Однако это не единственная причина. Хочется также вновь играть в сборной Украины. Ведь в последнее время у меня не было игровой практики в «Динамо». А значит, шансы попасть в сборную были невелики.
В составе «Локомотива» Алиев дебютировал 14 марта 2010 года в игре чемпионата России с «Рубином», в котором его клуб проиграл 0:2. В следующей игре, с «Крыльями Советов», Алиев забил первые два мяча за «Локо», который выиграл матч 3:0.
На чемпионат России Алиев был заявлен как гражданин России, несмотря на то, что он долгое время являлся гражданином Украины и российского паспорта не имел. 19 апреля 2010 года была создана специальная комиссия РФС и РФПЛ, которая будет заниматься выяснением ситуации с гражданством Алиева. Сам футболист признал, что несмотря на то, что он был заявлен в «Локомотиве» как россиянин, у него отсутствовал паспорт гражданина РФ. Из-за этого «Локомотиву» чуть не присудили техническое поражение в матче чемпионата России против ЦСКА (1:1), так как с 74-й по 94-ю минуту матча в составе железнодорожников выступало семь иностранных игроков. В ноябре 2017 года заявил, что у него есть российский паспорт и за Локомотив он выступал как россиянин.
Тем временем Алиев начал забивать голы один за другим, преимущественно со штрафных ударов. В матче с «Сибирью» он и вовсе оформил дубль со штрафных. Неудивительно, что вскоре он стал одним из главных фаворитов болельщиков Локомотива, Юрий Сёмин в своих интервью утверждал, что Алиев — лучший в мире исполнитель штрафных ударов. Но в то же время дела у команды складывались ужасно, пик кризиса пришёлся на август, когда команда проиграла всем, кому только можно, а после проигрыша «Лозанне» в Лиге Европе болельщики заблокировали автобус команды, требуя объяснений от игроков. Вышел один Алиев.
Во второй половине сезона Александр немного сдал в точности штрафных ударов, но всё равно с 14 голами стал лучшим бомбардиром клуба, с 6 голевыми передачами — лучшим распасовщиков железнодорожников, а с 20 очками по системе «гол + пас» (14 голов и 6 голевых передач) — лучшим в РПЛ. По окончании сезона «Локомотив» покинул главный тренер — Юрий Сёмин, который фактически привёл Алиева в команду. В СМИ начали появляться слухи о возможном возвращении Сёмина и Алиева в «Динамо». Алиев пропустил два последних сбора «Локомотива» и проводил тренировки в Москве.

### Возвращение в «Динамо»
Александр проявил желание покинуть стан «железнодорожников» и перейти в киевское «Динамо», однако клубам долго не удавалось достигнуть договорённости о переходе. 2 марта 2011 года переговоры между «Динамо» и «Локомотивом» закончились переходом Алиева в киевский клуб. Он подписал трёхлетний контракт. В первой половине 2011 года Алиев игроком основного состава не стал. Из летнего отпуска Алиев даже вышел раньше всей остальной команды, чтобы заниматься с тренером по физической подготовке, которого нанял на собственные средства. Во второй половине 2011 года дела у Алиева пошли несколько лучше, однако в целом год для игрока прошёл неудачно. Причиной того, по мнению главного тренера «Динамо» — Юрия Павловича Сёмина — стал «большой перерыв», (вследствие конфликта в «Локомотиве»), когда Алиев «три-четыре месяца пребывал без игровой практики, полноценного тренировочного цикла».
После аренды в «Днепре» Алиев был заявлен за «Динамо» (Киев) в чемпионате Украины. В основной состав пробиться не смог. Летом 2013 года клуб «Динамо» (Киев) заявил его за свою команду «Динамо-2», выступающую в первенстве Первой лиги Украины (второй по силе лиге украинского футбола). Так же клуб принял решение не продлевать контракт с игроком по факту его окончания. При этом игрок отказался от перехода во французский «Эвиан».

#### Аренда в «Днепр» (Днепропетровск)
Весной 2012 года Алиева мало выпускали на поле, а когда он играл, было видно, что это у него получается плохо. В летнее межсезонье «Динамо» подыскивало ему вариант, чтобы он мог играть в другом клубе. В результате Алиев отправился в полугодичную аренду без опции выкупа в днепропетровский «Днепр». Дебютировал в матче с «Таврией» (3:1). Первый гол забил с пенальти в матче с «Металлургом» (Запорожье), в том же матче отдал голевую передачу на Матеуса. Этот матч закончился со счётом 4:0 в пользу «Днепра». После последнего матча года Стеценко — главный директор клуба — сообщил, что арендное соглашение Алиева заканчивается, при этом он «не устраивает главного тренера», и Алиев возвращается в «Динамо».

### Конец карьеры
11 января 2014 года стало известно, что Александр перешёл в российский клуб «Анжи». В матче 1/16 Лиги Европы против «Генка» забил один из победных голов, что позволило «Анжи», клубу-аутсайдеру чемпионата, остаться последним представителем России в еврокубках. После вылета «Анжи» из Премьер-Лиги Алиев решил остаться в клубе, чтобы помочь ему вернуться в элитный дивизион. 16 января 2015 года покинул клуб.
18 апреля 2015 года Александр подписал контракт с винниковским «Рухом». Контракт рассчитан до лета. 30 апреля Алиев забил дебютный гол за «Рух», поразив ворота «Винницы» на 47 минуте матча (2:1). По истечении контракта покинул клуб.
10 июня 2016 года Алиев подписал контракт с «Таразом». Но уже зимой покинул команду.
Последними командами для Алиева стали любительские «Катандзаро» и «Интер» (Боярка).

## Тренерская карьера
16 марта 2018 года стал главным тренером любительского клуба «Хмельницкий». 30 апреля сыграл за команду в роли играющего тренера. Отметился голевой передачей благодаря которой его команда и выиграла. 

## Выступления в сборных
Играл за юношескую и молодёжную сборные Украины. В составе молодёжной сборной принял участие в чемпионате Европы 2006 для игроков не старше 21 года. В том турнире Украина вышла в финал, где уступила сборной Нидерландов 0:3. Во время отборочных матчей к чемпионату мира 2010 Алиев получил вызов в национальную сборную. 25 мая 2010 года забил свои первые голы за сборную Украины, дважды поразив ворота Литвы.

## Характеристика
Алиев — атакующий полузащитник, может играть и в центре, где его использовали чаще, и на флангах. Хорошо технически оснащён, тренеры, включая Юрия Сёмина и тренера сборной Украины Юрия Калитвинцева, отмечают, что Алиев умеет делать на футбольном поле практически всё. Вместе с тем они предъявляли ему претензии по недостаточной самоотдаче в игре.
В частности, Алиев обладает точным пасом и мощнейшим ударом, причём с любой ноги. Он забивал со штрафных вплоть до 45 метров. Алиев замечательно сыгран со своим другом по команде и сборной нападающим Артёмом Милевским. Не является сильной стороной Алиева игра головой. Он забил гол головой на сборах в январе 2012 года. По его воспоминаниям, предыдущий мяч головой он забил играя у Павла Яковенко в юношеской сборной 1985 года рождения.

## Личная жизнь
Родился и прожил двенадцать лет в Хабаровске. Отец был военным лётчиком, в молодости играл в футбол. Дедушка отца был чеченцем.
Когда у Алиева-младшего появились некоторые перспективы в футболе, было принято решение переехать поближе к Москве, так как из Хабаровска на серьёзный уровень пробиться было трудно. Инициатором переезда стал отец. Алиевы продали квартиру в Хабаровске и переехали в Курск, где жила мать отца.
Я очень люблю свой родной город — до сих пор очень скучаю по Хабаровску. К Украине привык, здесь моя любимая работа. Так что, думаю, на 50 процентов я русский, а на остальные 50 — украинец.

Родители Алиева до сих пор живут в Курске. Отца Алиев считает первым тренером. В Курске Алиев пробыл около года. Играл за местную юношескую команду. Потом был приглашён в Орёл. Затем год провёл в школе московского «Спартака». В общеобразовательной школе Алиев почти не учился, однако аттестат в Киеве получил.
В разводе. Бывшая жена Татьяна до свадьбы с Алиевым была замужем за другим украинским футболистом Романом Максимюком, от которого у неё есть сын. В 2016 году дважды — в феврале и апреле — против Алиева были возбуждены уголовные дела по факту избиения жены Татьяны. Дочь Алина и сын Артём (в честь Артёма Милевского) после развода остались жить с матерью Татьяной Алиевой. Футболист часто фигурирует в скандальных хрониках.

## Уголовное преследование
Александр Алиев 28 августа 2024 года выложил в своем Instagram видео, в котором призвал ВСУ убивать мирное население в Курской области.
30 августа 2024 года в отношении Алиева было возбуждено уголовное дело в России, он объявлен в розыск. Следственный комитет усмотрел в словах Алиева призывы к осуществлению террористической деятельности.

## Достижения

### Командные
«Динамо» (Киев)
- Чемпион Украины (2): 2006/07 2008/09
- Серебряный призёр чемпионата Украины (2): 2010/11, 2011/12
- Бронзовый призёр чемпионата Украины: 2012/13
- Обладатель Кубка Украины 2007
- Обладатель Суперкубка Украины (3): 2007, 2009, 2011

Сборная Украины
- Серебряный призёр молодёжного ЧЕ-2006
- Бронзовый призёр юниорского ЧЕ-2004
- Участник финальных турниров юниорского ЧМ-2005, юношеского ЧЕ-2002

### Личные
- Обладатель «Бронзовой бутсы» юниорского ЧМ-2005
- Лучший футболист чемпионата Украины-2008/09 по оценкам «СЭ»
- Лучший игрок чемпионата России по системе «гол+пас»: 2010 (14 голов и 6 передач)[24]

## Статистика

### Клубная
| Клуб                     | Сезон   | Чемпионат | Чемпионат | Кубок | Кубок | Еврокубки | Еврокубки | Суперкубок | Суперкубок | Итого | Итого |
| Клуб                     | Сезон   | Игры      | Голы      | Игры  | Голы  | Игры      | Голы      | Игры       | Голы       | Игры  | Голы  |
| ------------------------ | ------- | --------- | --------- | ----- | ----- | --------- | --------- | ---------- | ---------- | ----- | ----- |
| Борисфен-2               | 2001/02 | 10        | 4         | 0     | 0     | 0         | 0         | 0          | 0          | 10    | 4     |
| Борисфен-2               | Итого   | 10        | 4         | 0     | 0     | 0         | 0         | 0          | 0          | 10    | 4     |
| Динамо (К)               | 2002/03 | 2         | 0         | 2     | 0     | 0         | 0         | 0          | 0          | 4     | 0     |
| Динамо (К)               | 2003/04 | 2         | 0         | 1     | 0     | 0         | 0         | 0          | 0          | 3     | 0     |
| Динамо (К)               | 2004/05 | 0         | 0         | 0     | 0     | 0         | 0         | 0          | 0          | 0     | 0     |
| Динамо (К)               | 2005/06 | 5         | 1         | 3     | 1     | 1         | 0         | 1          | 0          | 10    | 2     |
| Динамо (К)               | Итого   | 9         | 1         | 6     | 1     | 1         | 0         | 1          | 0          | 17    | 2     |
| Металлург (З) (в аренде) | 2005/06 | 8         | 1         | 3     | 1     | 0         | 0         | 0          | 0          | 11    | 2     |
| Металлург (З) (в аренде) | Итого   | 8         | 1         | 3     | 1     | 0         | 0         | 0          | 0          | 11    | 2     |
| Динамо (К)               | 2006/07 | 3         | 0         | 2     | 0     | 1         | 0         | 0          | 0          | 6     | 0     |
| Динамо (К)               | 2007/08 | 10        | 3         | 3     | 1     | 0         | 0         | 1          | 0          | 14    | 4     |
| Динамо (К)               | 2008/09 | 26        | 13        | 1     | 0     | 16        | 4         | 1          | 0          | 44    | 17    |
| Динамо (К)               | 2009/10 | 3         | 0         | 1     | 0     | 1         | 0         | 1          | 0          | 6     | 0     |
| Динамо (К)               | Итого   | 42        | 16        | 7     | 1     | 18        | 4         | 3          | 0          | 70    | 21    |
| Динамо (К)               | Всего   | 51        | 17        | 13    | 2     | 19        | 4         | 4          | 0          | 87    | 23    |
| Локомотив (М)            | 2010    | 25        | 14        | 0     | 0     | 2         | 1         | 0          | 0          | 27    | 15    |
| Локомотив (М)            | Итого   | 25        | 14        | 0     | 0     | 2         | 1         | 0          | 0          | 27    | 15    |
| Динамо (К)               | 2010/11 | 6         | 2         | 2     | 0     | 0         | 0         | 0          | 0          | 8     | 2     |
| Динамо (К)               | 2011/12 | 26        | 5         | 1     | 0     | 9         | 0         | 1          | 0          | 37    | 5     |
| Динамо (К)               | Итого   | 32        | 7         | 3     | 0     | 9         | 0         | 1          | 0          | 45    | 7     |
| Динамо (К)               | Всего   | 83        | 24        | 16    | 2     | 28        | 4         | 5          | 1          | 132   | 30    |
| Днепр (в аренде)         | 2012/13 | 12        | 2         | 1     | 0     | 5         | 2         | 0          | 0          | 18    | 4     |
| Днепр (в аренде)         | Итого   | 12        | 2         | 1     | 0     | 5         | 2         | 0          | 0          | 18    | 4     |
| Динамо (К)               | 2012/13 | 3         | 0         | 0     | 0     | 0         | 0         | 0          | 0          | 3     | 0     |
| Динамо (К)               | Итого   | 3         | 0         | 0     | 0     | 0         | 0         | 0          | 0          | 3     | 0     |
| Динамо (К)               | Всего   | 86        | 24        | 16    | 2     | 28        | 4         | 5          | 0          | 135   | 30    |
| /Динамо-2                | 2013/14 | 13        | 2         | 0     | 0     | 0         | 0         | 0          | 0          | 13    | 2     |
| /Динамо-2                | Итого   | 13        | 2         | 0     | 0     | 0         | 0         | 0          | 0          | 13    | 2     |
| Анжи                     | 2013/14 | 7         | 0         | 0     | 0     | 4         | 1         | 0          | 0          | 11    | 1     |
| Анжи                     | Итого   | 7         | 0         | 0     | 0     | 4         | 1         | 0          | 0          | 11    | 1     |
| Итого                    | Итого   | 161       | 47        | 20    | 3     | 39        | 8         | 5          | 0          | 225   | 58    |

### Национальная сборная Украины
| Матчи и голы Алиева за сборную Украины | Матчи и голы Алиева за сборную Украины | Матчи и голы Алиева за сборную Украины | Матчи и голы Алиева за сборную Украины | Матчи и голы Алиева за сборную Украины | Матчи и голы Алиева за сборную Украины |
| Дата                                   | Место проведения                       | Соперник                               | Счёт                                   | Голы                                   | Соревнование                           |
| -------------------------------------- | -------------------------------------- | -------------------------------------- | -------------------------------------- | -------------------------------------- | -------------------------------------- |
| 6 сентября 2008                        | Львов                                  | Беларусь                               | 1:0                                    | —                                      | Квалификация ЧМ 2010                   |
| 10 сентября 2008                       | Алматы                                 | Казахстан                              | 3:1                                    | —                                      | Квалификация ЧМ 2010                   |
| 11 октября 2008                        | Харьков                                | Хорватия                               | 0:0                                    | —                                      | Квалификация ЧМ 2010                   |
| 19 ноября 2008                         | Днепропетровск                         | Норвегия                               | 1:0                                    | —                                      | Товарищеский матч                      |
| 10 февраля 2009                        | Ларнака                                | Словакия                               | 3:2                                    | —                                      | Товарищеский матч                      |
| 1 апреля 2009                          | Лондон                                 | Англия                                 | 1:2                                    | —                                      | Квалификация ЧМ 2010                   |
| 14 октября 2009                        | Андорра-ла-Велья                       | Андорра                                | 5:0                                    | —                                      | Квалификация ЧМ 2010                   |
| 14 ноября 2009                         | Афины                                  | Греция                                 | 0:0                                    | —                                      | Квалификация ЧМ 2010                   |
| 18 ноября 2009                         | Донецк                                 | Греция                                 | 0:1                                    | —                                      | Квалификация ЧМ 2010                   |
| 25 мая 2010                            | Харьков                                | Литва                                  | 4:0                                    | 2                                      | Товарищеский матч                      |
| 29 мая 2010                            | Львов                                  | Румыния                                | 3:2                                    | 1                                      | Товарищеский матч                      |
| 11 августа 2010                        | Донецк                                 | Нидерланды                             | 1:1                                    | 1                                      | Товарищеский матч                      |
| 3 сентября 2010                        | Лодзь                                  | Польша                                 | 1:1                                    | —                                      | Товарищеский матч                      |
| 7 сентября 2010                        | Киев                                   | Чили                                   | 2:1                                    | 1                                      | Товарищеский матч                      |
| 8 октября 2010                         | Киев                                   | Канада                                 | 2:2                                    | —                                      | Товарищеский матч                      |
| 11 октября 2010                        | Дерби                                  | Бразилия                               | 0:2                                    | —                                      | Товарищеский матч                      |
| 17 ноября 2010                         | Женева                                 | Швейцария                              | 2:2                                    | —                                      | Товарищеский матч                      |
| 8 февраля 2011                         | Паралимни                              | Румыния                                | 2:2                                    | —                                      | Товарищеский матч                      |
| 9 февраля 2011                         | Никосия                                | Швеция                                 | 1:1                                    | —                                      | Товарищеский матч                      |
| 29 марта 2011                          | Киев                                   | Италия                                 | 0:2                                    | —                                      | Товарищеский матч                      |
| 7 октября 2011                         | Киев                                   | Болгария                               | 3:0                                    | —                                      | Товарищеский матч                      |
| 11 октября 2011                        | Таллин                                 | Эстония                                | 2:0                                    | 1                                      | Товарищеский матч                      |
| 11 ноября 2011                         | Киев                                   | Германия                               | 3:3                                    | —                                      | Товарищеский матч                      |
| 15 ноября 2011                         | Львов                                  | Австрия                                | 2:1                                    | —                                      | Товарищеский матч                      |
| 29 февраля 2012                        | Петах-Тиква                            | Израиль                                | 3:2                                    | —                                      | Товарищеский матч                      |
| 28 мая 2012                            | Куфштайн                               | Эстония                                | 4:0                                    | —                                      | Товарищеский матч                      |
| 5 июня 2012                            | Ингольштадт                            | Турция                                 | 0:2                                    | —                                      | Товарищеский матч                      |
| 15 июня 2012                           | Донецк                                 | Франция                                | 0:2                                    | —                                      | Финальные матчи ЧЕ-2012                |